# ペルロ (アオスタ県)
ペルロ（フランス語: Perloz [pɛʁlo]）は、イタリア共和国ヴァッレ・ダオスタ州にある、人口約500人の基礎自治体（コムーネ）。

## 地理

### 位置・広がり

#### 隣接コムーネ
隣接するコムーネは以下の通り。括弧内のTOはトリノ県所属を示す。
- アルナド
- カレーマ (TO)
- ドンナス
- イッシム
- リリアーヌ
- ポン＝サン＝マルタン

## 行政

### 分離集落
ペルロには、以下の分離集落（フラツィオーネ）がある。
- Plan-de-Brun, Colleré, Bioley, Nantey, Fouillé, Breil, Estellé, Fey, Crête, Chemp, Ruine, Badéry, Derbellé, Miosse, Besesse, Ronc-Grange, Tour d'Héréraz, Barmet, Boschi (Bois), Chamioux, Notre-Dame-de-la-Garde, Marine, Rechantez, Remondin, Ronc